# Vasilj
Vasilj (cyr. Васиљ) – wieś w Serbii, w okręgu zajeczarskim, w gminie Knjaževac. W 2011 roku liczyła 596 mieszkańców.